# Tonček (povest)
Tonček je kratka povest Franceta Bevka. Delo je bilo napisano  leta 1948. Zgodba se dogaja v času fašizma v Gorici.

## Zgodba
Zgodba govori o dečku Tončku, ki skupaj s svojim očetom, materjo in sestro živi v Gorici. Pripoved se začne z vrnitvijo Tončka, njegove sestre in matere z večdnevnega obiska pri stricu. Tonček se le nerad vrača nazaj, saj mu je bilo v Sušlju pri stricu in teti zelo lepo, povrhu vsega pa je tam lahko govoril tudi v maternem jeziku.
Ko se tako vrnejo nazaj v Gorico, ki je ravno pod fašistično oblastjo, jim ne preostane drugega, kot da ponovno začnejo govoriti italijansko, kar Tonček sovraži.
Ko se začne šola, se Tonček zave, da bo ponovno dan potekal po ustaljeni in dolgočasni rutini. Nekega dne se Tonček s svojim prijateljem med poukom pogovarja v slovenskem jeziku. Nek sošolec ju sliši ter ju zatoži učitelju. Le-ta se zelo razjezi in jima poda kazen, da morata oba napisati petdesetkrat "Tu je Italija. V Italiji se govori italijansko!"
Ker to Tončka tako razočara, reče izdajalskemu sošolcu ovaduh. Le-ta pa še enkrat dvigne roko in ga ponovno zatoži. Učitelj se še enkrat razjezi ter zahteva, da v šolo pride mati.
Po šoli se odpravi ven ter opazi mačko. Zaskrbi ga za njegovo veverico Brkico, ki jo je dobil med počitnicami, zato se odloči, da bo mačko poskušal zadeti s kamnom. Tonček sicer res vrže kamen, toda ne zadane mačke, pač pa okno pekarne. Pekarniška uslužbenka ga zasači ter mu zagrozi, da mora plačati zasteklitev okna, sicer pove materi. Obenem pa da Tončku tudi pismo za očeta, ki ga je poštar pustil pri njej. 
Ko pride domov, Tonček nič ne pove, niti glede okna, niti glede učitelja. Pismo odda očetu a le-ta prosi Tončka, da ga prebere namesto njega, saj je v službi pozabil očala. Žalostno in razočarano ugotovita, da Tonček skoraj ne zna več slovensko. 
Na koncu pismo prebere mati in razkrije, da k njim prihaja stric Tomaž, ki je do tedaj živel v Ameriki. Družina se razveseli njegovega prihoda, saj pričakujejo, da jim bo lahko vsaj malo pomagal pri finančnih težavah.
Ker Tonček materi ni povedal glede dogodka iz šole, je k njim domov prišel šolski uradnik, ki materi vse pove. Naslednjega dne potem pride domov, a pusti Tončka pri miru, saj je k njim domov prišel stric iz Amerike. Nekaj časa se pogovarjajo, nakar oče pazljivo načne temo o denarni pomoči, ki pa se je stric izogiba. Zaradi tega oče in mati začneta verjeti, da jima ne bo pomagal.
Zvečer stric odide, nakar postane ozračje v družini zelo napeto. Oče je slabe volje zaradi denarja, mati pa zaradi Tončkovega prestopka v šoli.
Vsa jezna in besna se spravita nad Tončka, kar ga hudo prizadene. Ponoči, ko premišljuje o tem, se odloči, da bo pobegnil od doma ter šel  z vlakom k stricu v Sušlje. 
Ko le pride tja, se ga najprej razveselijo, nato pa ugotovijo, da nekaj ni v redu, in na koncu Tonček le pove, kaj se mu je pripetilo. Stric in teta sta razumevajoča, vendar vseeno zahtevata, da se Tonček vrne. 
Le-ta se res, sicer v velikem strahu, da ga bodo za kazen tedaj še bolj pretepli, vendar je zelo presenečen nad končnim izidom. Vsi so ga zelo veseli ter so srečni, da se mu ni nič pripetilo. 
Na koncu se izkaže, da so starši narobe razumeli strica češ, da jim ne bo pomagal. Pomagal jim bo. Skupaj bosta celo z bratom ponovno odprla krojačnico. Stric da Tončku nekaj denarja, saj ve, da ga potrebuje. Tonček z njim poplača razbito okno.
Na koncu zgodbe Tonček izpusti v gozd veverico, ki jo je dobil na začetku od bratranca. Srečen je, da ji je ponudil svobodo, saj bi jo, kot pravi avtor, tudi sam rad imel. Svobodo, da bi lahko govoril svoj materni jezik.

## Motivi
V zgodbi najdemo motiv revščine, mestnega življenja in težkih razmer, ki jih prinaša nov sistem. Opazimo lahko tudi žalost in strah pred govorjenjem maternega jezika.